# Персонаж

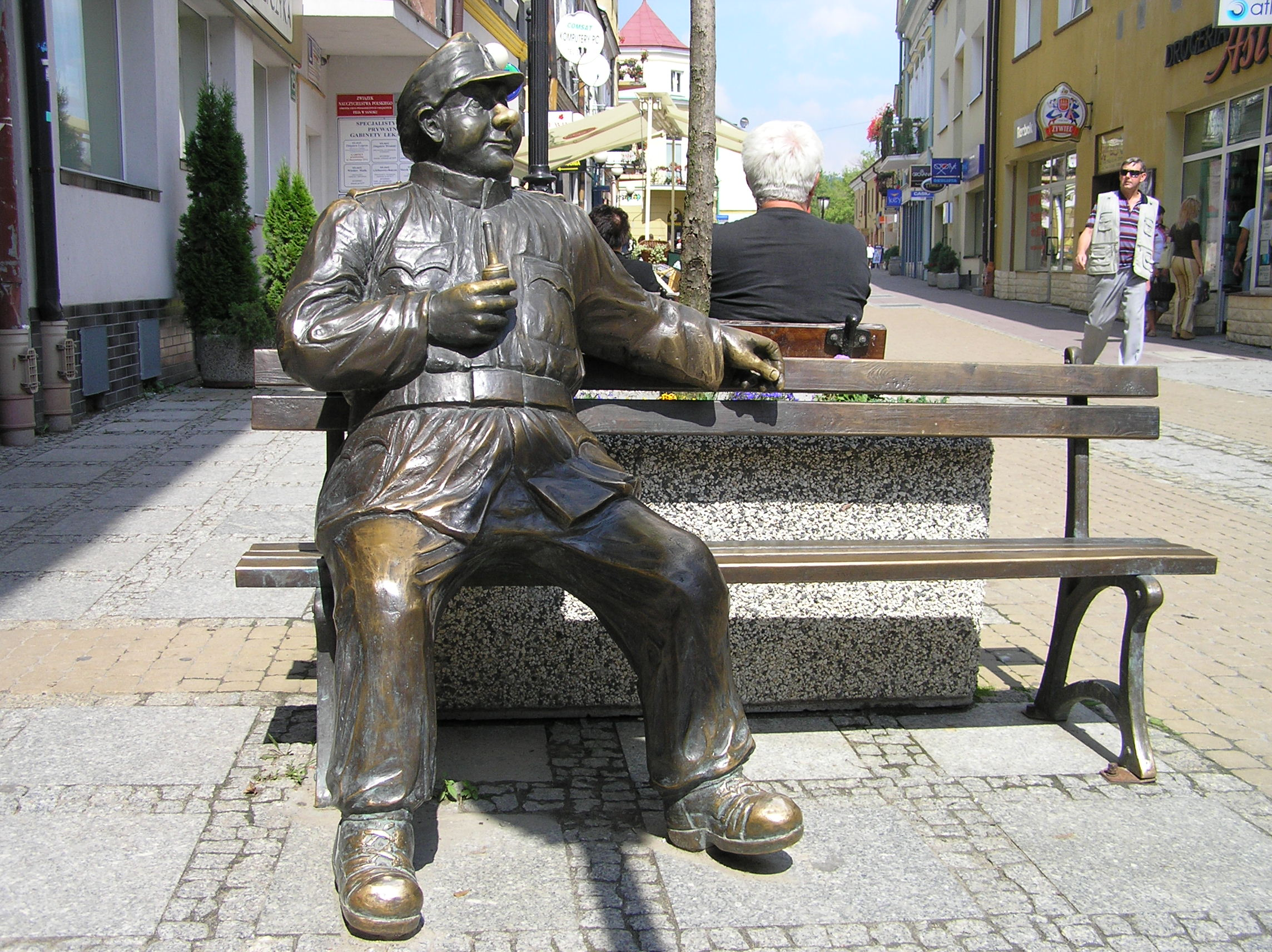
Памятник бравому солдату Швейку в городе Санок, Польша

Персона́ж (фр. personnage от лат. persona «личность, лицо») — действующее лицо художественного произведения. Персонажи могут быть полностью вымышленными или взятыми из реальной жизни (истории). Персонажами могут быть люди, животные, сверхъестественные, мифические, божественные существа или персонифицированные абстрактные сущности. Процесс представления информации о персонажах в художественной литературе называется характеристикой.
В обычном значении то же, что литературный герой. Чаще всего под персонажем понимается действующее лицо. Но и здесь различаются два толкования:
1. Лицо, представленное и характеризующееся в действии, а не в описаниях; тогда понятию персонаж более всего соответствуют герои драматургии, образы-роли.
2. Любое действующее лицо, субъект действия вообще. В такой интерпретации действующее лицо противополагается лишь «чистому» субъекту переживания, выступающему в лирике, потому-то термин персонаж неприменим к т. н. «лирическому герою»: нельзя сказать «лирический персонаж».

Персонаж — это действующее лицо с набором характеристик, таких как характер, повадки и другие отличительные черты. В сюжете главным героем обычно называют протагониста или, иногда, антагониста — того, вокруг кого разворачиваются основные события. Если персонаж не играет центральной роли, называть его героем неправильно. Поэтому появилось выражение «эпизодический персонаж». Однако даже второстепенный или фоновый персонаж может стать главным героем в своей собственной истории — сюжетной арке.

## Архетипы
Персонаж, в частности, может основываться на архетипе, который является общим характеризующим образом, как те, что перечислены ниже. Архетипы Юнга смоделированы из мифологии, легенд и народных сказок. Например, Пак из пьесы Уильяма Шекспира «Сон в летнюю ночь» и Багз Банни демонстрируют юнгианский архетип обманщика, поскольку они бросают вызов установленным стандартам поведения. После принятия литературной критикой архетипы стали играть особую роль в сюжете.
Хотя Карл Юнг обозначил первые архетипы, основанные на моделях сюжета, в 1919 году, завершили работу, которую он начал, литераторы Джозеф Кэмпбелл и Джеймс Хиллман. Другие литераторы реорганизовали информацию, часто смешивая юнгианские архетипы или выделяя суб-архетипы внутри структуры Юнга. В число этих авторов вошли Кристофер Воглер, наиболее известный по своей книге «The Writer's Journey: Mythic Structure For Writers», Мэлани Энн Филлипс и Крис Хантли, чья «Dramatica» определила семь различных архетипов по характеристикам их «действий» и «решений»:
- Ведущие персонажи:
  - Протагонист: «… ведущий сюжета: тот, кто ускоряет действие». Определяется характеристиками «поиск» и «суждение».
    - Юнгианский эквивалент: Герой.

  - Антагонист: «… персонаж, выступающий против намерений Протагониста» («предотвращение» и «анти-суждение»).
    - Юнгианский эквивалент: Тень и Злодей.

  - Страж: «… учитель или помощник, который содействует Протагонисту» («помощь» и «совесть»).
    - Юнгианский эквивалент: Мудрец, также иногда называемый в совокупности наставником или ментором.
- Ведомые персонажи:
  - Разум: «… принимает решения и действует, основываясь на логике» («контроль» и «логика»).
  - Эмоция: «… реагирует эмоциями, бездумно» («неконтролируемый» и «эмоция»).
  - Закадычный друг: «… неизменный в своей лояльности и поддержке» («поддержка» и «вера»).
  - Скептик: «… подвергает сомнению всё» («противостояние» и «безверие»).
    - Юнгианский архетип-трикстер здесь часто преобладает, так как его задача состоит в том, чтобы ставить всё под сомнение и бунтовать против обычного порядка вещей.

Один персонаж может исполнять более чем одну роль-архетип. Он может иметь множество особенностей и чувств. Комплексный персонаж может смешивать характеристики из нескольких разных архетипов, как и реальные люди, воплощая аспекты каждого архетипа. По словам писателя-психолога Кэролин Кауфман:
Хотя в сюжетах архетипы… разделяются на отдельные персонажи, в реальной жизни каждый из нас несёт качества каждого архетипа. Будь это не так, мы не могли бы сочувствовать персонажам, которые представляют отсутствующие у нас архетипы.
Оригинальный текст (англ.)Though in stories the archetypes are… fragmented into individual characters, in real life each of us carries qualities of each archetype. If we didn’t, we wouldn’t be able to relate to characters who represent the archetypes we were missing.